# ژو یه
ژو یه (چینی: 周也؛ زادهٔ ۲۰ مه ۱۹۹۸) بازیگر اهل چین است. او بیشتر به خاطر ایفای نقش در فیلم‌های روزهای بهتر (۲۰۱۹) و لحظاتی که با هم گذراندیم (۲۰۲۴) و همچنین مجموعه‌های تلویزیونی بازگشت از پرتگاه (۲۰۲۳)، عطر زمان (۲۰۲۳)، دوستم بدار، صدایم را نیز (۲۰۲۳) و همه مرا دوست دارند (۲۰۲۴) شناخته می‌شود.

## زندگی اولیه و تحصیلات
ژو یه در سال ۱۹۹۸ در چونگ‌چینگ، چین به دنیا آمد و در پنج سالگی به هویژو، گوانگ‌دونگ، چین نقل مکان کرد. او در آنجا در مدرسهٔ راهنمایی هوا لوگِنگ تحصیل کرد.
ژو در سال اول دبیرستان در کلاس آیلتس بخش بین‌المللی پذیرفته شد، در سال دوم رشتهٔ علوم مقدماتی را برگزید و در سال سوم به کلاس رسانه منتقل شد. در سال ۲۰۱۶، او در آزمون سراسری ورود به دانشگاه‌های هنری و نیز در کنکور ملی چین شرکت کرد. با کسب رتبهٔ ۳۶ کشوری، در آکادمی فیلم پکن پذیرفته شد و به نخستین دانش آموز اهل هویژو تبدیل شد که وارد این دانشگاه می‌شود.

## فیلم‌شناسی

### فیلم
| سال  | عنوان                    | عنوان چینی     | نقش         | توضیحات/منابع |
| ---- | ------------------------ | -------------- | ----------- | ------------- |
| ۲۰۱۹ | ورای ایمان               | 难以置信       | دو شیائومان | [ ۲ ]         |
| ۲۰۱۹ | روزهای بهتر              | 少年的你       | وی لای      | [ ۳ ]         |
| ۲۰۲۱ | ۱۹۲۱                     | 1921           | یانگ کای‌هی  | مهمان         |
| ۲۰۲۱ | پزشکان چینی              | 中国医生       | شیائو ون    |               |
| ۲۰۲۱ | قهرمانان راه‌آهن          | 铁道英雄       | ژوانگ یان   |               |
| ۲۰۲۳ | دیروز یک‌بار دیگر         | 倒数说爱你     | هان شویان   |               |
| ۲۰۲۳ | دیگر قمار نکن            | 孤注一掷       | سونگ یو     |               |
| ۲۰۲۳ | ابر شعله‌ور               | 三贵情史       | یو یو       |               |
| ۲۰۲۴ | لحظاتی که با هم گذراندیم | 云边有个小卖部 | چنگ شوانگ   |               |

### مجموعه تلویزیونی
| سال  | عنوان                    | عنوان چینی     | نقش          | شبکه         | منابع  |
| ---- | ------------------------ | -------------- | ------------ | ------------ | ------ |
| ۲۰۲۱ | قول شرف                  | 山河令         | گو شیانگ     | یوکو         | [ ۴ ]  |
| ۲۰۲۱ | گهواره                   | 啊摇篮         | تانگ سوسو    | بیجینگ تی‌وی  | [ ۵ ]  |
| ۲۰۲۱ | Reset in July            | 陪你到世界终结 | لیو شی‌چوان   | تنسنت ویدئو  |        |
| ۲۰۲۳ | جوانان در شعله‌های جنگ    | 战火中的青春   | لیو هواجون   | جیانگسو تی‌وی | [ ۶ ]  |
| ۲۰۲۳ | بازگشت از پرتگاه         | 护心           | یان هوی      | یوکو         | [ ۷ ]  |
| ۲۰۲۳ | عطر زمان                 | 为有暗香来     | هوا چیان     | یوکو         | [ ۸ ]  |
| ۲۰۲۳ | دوستم بدار، صدایم را نیز | 很想很想你     | گو شنگ       | تنسنت ویدئو  | [ ۹ ]  |
| ۲۰۲۴ | همه مرا دوست دارند       | 别对我动心     | یو چیان‌لینگ  | یوکو         | [ ۱۰ ] |
| TBA  | افسانه ژنرال زن          | 锦月如歌       | هه یان       | تنسنت ویدئو  | [ ۱۱ ] |
| TBA  | رؤیای سال‌های طلایی       | 你好，۱۹۸۳     | شیا شیائولان | آی‌چی‌یی       | [ ۱۲ ] |